# Победнице светских првенстава у атлетици на отвореном — 10.000 метара
Дисциплина трчања на 10.000 метара у женској конкуренцији налази се у програму светских првенстава у атлетици од Светског првенства 1987. у Риму.
Највише успеха у појединачној конкуренцији имала је Етиопљанка Тирунеш Дибаба са три златне медаље и једном сребрном. Берхане Адере из Етиопије држи рекорд Светских првенстава са временом од 30 минута, 4 секунде и 18 стотинки, оствареним 2003. у Паризу. У екипној конкуренцији Етиопија предњачи са 23 освојених медаља испред Кеније која их има 14.
Освајачице медаља на светским првенствима и њихови резултати приказани су у следећој табели. Резултати су дати у формату минути:секунде.стотинке.
| Светско првенство       |                               |              |                                 |          |                               |          |
| Рим 1987. детаљи        | Ингрид Кристиансен Норвешка   | 31:05.85 РСП | Јелена Жупијева Совјетски Савез | 31:09.40 | Катрин Улрих Источна Немачка  | 31:11.34 |
| Токио 1991. детаљи      | Лиз Меколган Велика Британија | 31:14.31     | Жонг Хуанди Кина                | 31:35.08 | Ванг Сиутинг Кина             | 31:35.99 |
| Штутгарт 1993. детаљи   | Ђунсја Ванг Кина              | 30:49.30 РСП | Жонг Хуанди Кина                | 31:12.55 | Сели Барсосио Кенија          | 31:15.38 |
| Гетеборг 1995. детаљи   | Фернанда Рибеиро Португалија  | 31:04.99     | Дерарту Тулу Етиопија           | 31:08.10 | Тегла Лорупе Кенија           | 31:17.66 |
| Атина 1997. детаљи      | Сели Барсосио Кенија          | 31:32.92     | Фернанда Рибеиро Португалија    | 31:39.15 | Масако Чиба Јапан             | 31:41.93 |
| Севиља 1999. детаљи     | Гете Вами Етиопија            | 30:24.56 РСП | Пола Радклиф Велика Британија   | 30:27.13 | Тегла Лорупе Кенија           | 30:32.03 |
| Едмонтон 2001. детаљи   | Дерарту Тулу Етиопија         | 31:48.81     | Берхане Адере Етиопија          | 31:48.85 | Гете Вами Етиопија            | 31:49.98 |
| Париз 2003. детаљи      | Берхане Адере Етиопија        | 30:04.18 РСП | Веркнеш Кидане Етиопија         | 30:07.15 | Јинђи Сун Кина                | 30:07.20 |
| Хелсинки 2005. детаљи   | Тирунеш Дибаба Етиопија       | 30:24.02     | Берхане Адере Етиопија          | 30:25.41 | Еџегајеху Дибаба Етиопија     | 30:26.00 |
| Осака 2007. детаљи      | Тирунеш Дибаба Етиопија       | 31:55.41     | Кара Гаучер Сједињене Државе    | 32:02.05 | Џоан Пејви Велика Британија   | 32:03.81 |
| Берлин 2009. детаљи     | Линет Масаи Кенија            | 30:51.24     | Меселех Мелкаму Етиопија        | 30:51.34 | Вуде Ајалев Етиопија          | 30:51.95 |
| Тегу 2011. детаљи       | Вивијан Черијот Кенија        | 30:48.98     | Сали Кипјего Кенија             | 30:50.04 | Линет Масаи Кенија            | 30:53.59 |
| Москва 2013. детаљи     | Тирунеш Дибаба Етиопија       | 30:43.35     | Гледис Чероно Кенија            | 30:45.17 | Белајнеш Олџира Етиопија      | 30:46.98 |
| Пекинг 2015. детаљи     | Вивијан Черијот Кенија        | 31:41.31     | Гелете Бурка Етиопија           | 31:41.77 | Емили Инфелд Сједињене Државе | 31:43.49 |
| Лондон 2017. детаљи     | Алмаз Ајана Етиопија          | 30:16.32     | Тирунеш Дибаба Етиопија         | 31:02.69 | Агнес Џебет Тироп Кенија      | 31:03.50 |
| Доха 2019. детаљи       | Сифан Хасан Холандија         | 30:17.62     | Летесенбет Гидеј Етиопија       | 30:21.23 | Агнес Џебет Тироп Кенија      | 30:25.20 |
| Јуџин 2022. детаљи      | Летесенбет Гидеј Етиопија     | 30:09.94     | Хелен Обири Кенија              | 30:10.02 | Маргарет Кипкембои Кенија     | 30:10.07 |
| Будимпешта 2023. детаљи | Гудаф Цегај Етиопија          | 31:27.18     | Летесенбет Гидеј Етиопија       | 31:28.16 | Еџгајеху Таје Етиопија        | 31:28.31 |
| Токио 2025.             |                               |              |                                 |          |                               |          |

## Биланс медаља у трци на 10.000 метара
Стање после СП 2023.
|     | Земља            |    |    |    |    |
| --- | ---------------- | -- | -- | -- | -- |
| 1.  | Етиопија         | 9  | 9  | 5  | 23 |
| 2.  | Кенија           | 4  | 3  | 7  | 14 |
| 3.  | Кина             | 1  | 2  | 2  | 5  |
| 4.  | Велика Британија | 1  | 1  | 1  | 3  |
| 5.  | Португалија      | 1  | 1  | -  | 2  |
| 6.  | Норвешка         | 1  | -  | -  | 1  |
| 6.  | Холандија        | 1  | -  | -  | 1  |
| 8.  | Сједињене Државе | -  | 1  | 1  | 2  |
| 9.  | Совјетски Савез  | -  | 1  | -  | 1  |
| 10. | Источна Немачка  | -  | -  | 1  | 1  |
| 10. | Јапан            | -  | -  | 1  | 1  |
|     | Укупно 11 земаља | 18 | 18 | 18 | 54 |